# Harichovce
Harichovce (allemand : Palmsdorf) est un village de Slovaquie situé dans la région de Košice.

## Histoire
Première mention écrite du village en 1268.

## Démographie

### Évolution de la population
| Année:               | 1994. | 2004.    | 2014.   | 2024.   |
| -------------------- | ----- | -------- | ------- | ------- |
| Nombre de personnes: | 1540  | 1723     | 1861    | 1891    |
| Différence:          |       | +11,88 % | +8,00 % | +1,61 % |

| Année:               | 2023. | 2024.   |
| -------------------- | ----- | ------- |
| Nombre de personnes: | 1858  | 1891    |
| Différence:          |       | +1,77 % |